# Trossachs
Trossachs (; škotskogelsko Na Tròiseachan) se na splošno nanaša na območje gozdnatih globeli, barij in jezer, ki ležijo vzhodno od Ben Lomonda na območju sveta Stirlinga na Škotskem. Ime je vzeto iz imena majhne gozdne doline, ki leži v središču območja, vendar se zdaj na splošno uporablja za širšo regijo.
Gozdnati hribi in jezera na tem območju lahko predstavljajo mikrokozmos tipične visokogorske pokrajine, gozdovi pa so pomemben habitat za številne vrste. Velik del območja Trossachs je zavarovan z različnimi oznakami za ohranitev, vključno nacionalni naravni rezervat Great Trossachs Forest.
Trossachs je del narodnega parka Loch Lomond in Trossachs, ki je bil ustanovljen leta 2002. Območje že dolgo obiskujejo turisti zaradi relativne bližine večjih naseljenih središč, kot sta Glasgow in Stirling, in ostaja priljubljeno med pohodniki, kolesarji in turisti. Slikovita vožnja z ladjo po jezeru Loch Katrine je priljubljena med obiskovalci: parnik SS Sir Walter Scott, ki so ga splovili leta 1899, še vedno obratuje. Pot Great Trossachs, ena od velikih škotskih poti, je 48 km dolga pot, primerna za pohodnike, kolesarje in jahače. Poteka med Callanderjem na vzhodu in Inversnaidom na bregovih Loch Lomonda na zahodu ter poteka vzdolž severnih obal Loch Katrine in Loch Arklet.

## Ime in etimologija
Ime Trossachs vključuje britski korenin trōs, ki pomeni 'čez' (prim. valižansko traws), morda ohranja zloženko trawsfynydd, ki pomeni 'čez hrib'.
Predlagana je tudi izpeljava iz gelske besede za bristly.

## Geografija
Trossachs Glen leži med Ben A'an na severu in Ben Venue na jugu, z Loch Katrine na zahodu in Loch Achray na vzhodu. Leži v središču širše regije, za katero se na splošno šteje, da jo na jugu omejuje Glen Gyle, zahodna meja pa je cesta med Stronachlacharjem in Aberfoylom. Loch Doine, Loch Voil in Loch Lubnaig tvorijo severno in vzhodno mejo območja.
Cesta A821 med Aberfoylom in Callanderjem poteka skozi to dolino in je glavna dostopna pot v Trossachs z juga in vzhoda. Odsek med Aberfoyle in Trossachs Glen poteka skozi gozd Achray in doseže višino 238 m nad morsko gladino na vrhu prelaza Duke's Pass. Glavna pot do Callanderja se nadaljuje proti vzhodu preko severnih obal Loch Achray in Loch Venachar, medtem ko se krak A821 usmeri proti zahodu in konča na zahodnem koncu Loch Katrine. Nobena javna cesta se ne nadaljuje vzdolž obale jezera Loch Katrine, čeprav pot Great Trossachs omogoča pohodnikom in kolesarjem, da sledijo severni obali do Stronachlacharja na zahodni obali. Od tu vodi manjša cesta proti zahodu do jezera Loch Lomond. Do Stronachlacharja lahko pride tudi po cesti B829 iz mesta Aberfoyle, ki poteka severno od jezer Loch Choin in Loch Ard.
Mestece Callander in vas Aberfoyle ležita na robu Trossachsa, vendar je Brig o' Turk edino naselje katere koli velikosti znotraj Trossachs. Jezero Menteith, ki je blizu Aberfoyla, leži približno 10 km jugovzhodno od Glena, na robu območja Trossachs. Jezero je ribiška destinacija, ki prikazuje ruševine samostana Inchmahome na enem od njegovih otokov, Inchmahome, kamor je bila Marija, škotska kraljica, odpeljana kot otrok, preden so jo odpeljali v Francijo, da jo zaščitijo.

## Zgodovina
Na tem območju je več prazgodovinskih najdišč, vključno s skalo, označeno s skodelico in obročem, ter žarnimi gomilami v Glen Finglasu. Obstajajo Crannogs (mostišče) na Loch Ard in Loch Venachar ter železnodobno gradišče v Dunmoru.[2]
Trossachs je bil eden prvih delov Škotske, ki je postal priznana turistična destinacija zaradi lege območja na južnem robu Višavja in kakovosti pokrajine, ki jo lahko štejemo za mikrokozmos tipične visokogorske pokrajine. Pesnik William Wordsworth in njegova sestra Dorothy sta obiskala območje, pri čemer je Dorothy objavila poročilo o njunem obisku v Recollections of a Tour Made in Scotland leta 1803.
Slikoviti čari tega območja so postali priljubljeni s pesmijo sira Walterja Scotta iz leta 1810 The Lady of the Lake, ki je svojo romantično upodobitev škotske preteklosti razširila od obmejnih balad do pesmi srednjeveške preteklosti, bogate z viteštvom in simbolizmom. Pesem podaja poimenski seznam krajevnih imen Trossachsa, pri čemer je gospa sama najdena na Loch Katrine. Scott je sledil svojemu zgodovinskemu romanu Rob Roy iz leta 1817, v katerem je romantiziral prepovedanega tatu živine Raiberta Ruadha, ki se je rodil ob Loch Katrine in pokopan v bližnjem Balquhidderju.
Vodilni viktorijanski umetnostni kritik John Ruskin (1819–1900) in prerafaelitski slikar John Everett Millais (1829–1896) sta poletje 1853 preživela skupaj v Glenfinlasu v Trossachsu. Millais je med obiskom začel slikati Johna Ruskina, ki ga je končal naslednje leto. Slika je v zasebni zbirki, vendar je bila leta 2004 na ogled na razstavi o prerafaelitih v Tate Britain v Londonu. Sam John Ruskin se je še posebej zanimal za skalne formacije na tem območju in se je lotil lastnih raziskav o njih.
Hotel Trossachs je bil zgrajen na severnem bregu jezera Loch Achray kot odziv na vse večje število turistov, ki obiščejo regijo. Stavba zdaj deluje kot počitniška stanovanja Tigh Mor Trossachs v lasti Holiday Property Bond (HPB). Leta 1859 so na vzhodnem koncu jezera Loch Katrine zgradili jez in dodali povezovalne akvadukte kot del nove glavne oskrbe z vodo v Glasgow. Kraljica Viktorija je dala na račun vodnega podjetja Glasgow zgraditi počitniško hišo s pogledom na jezero. Kraljica ni nikoli ostala v hiši, imenovani Royal Cottage, saj so okna razbili ob pozdravu z 21 puškami, koča pa je kasneje postala nastanitev za zaposlene v Scottish Water.

## Narava in varstvo
Gozdovi Trossachsa obsegajo območja starodavnih, polnaravnih in tradicionalno upravljanih gozdov poleg komercialnih gozdnih nasadov. Domači gozdovi so večinoma listavci, komercialni gozd pa večinoma sestavljajo iglavci.
Živali, ki jih najdemo v gozdovih Trossachs, so ruševec, divji petelin in jastrebi; vrste sesalcev so navadni jelen in srna, navadna veverica in kuna zlatica. Na tem območju so sedaj prisotni tudi bobri, med raziskavo, ki je bila opravljena pozimi 2017–2018, so opazili znake dejavnosti bobrov na jezeru Loch Achray; domneva se, da so se bobri tja razširili iz obstoječe populacije na reki Tay.
Med vrstami rib, ki jih najdemo v jezerih Trossachs, so potočna postrv, ostriž in evropska ščuka, jezera pa so tudi življenjski prostor ribjega orla in vidre. Znano je, da je Jezerska zlatovčica živela v jezerih Loch Venachar in Loch Achray, vendar se je leta 2006 verjelo, da jih ni več. Bolj obdelovana območja Trossachs zagotavljajo območja močvirja, ki so habitat za plovce in pobrežnike, pri čemer so zabeležene prezimujoče in gnezdeče vrste. Leta 2011 je bilo ugotovljeno, da metulj pomladni tratar – vrsta, ki v Veliki Britaniji velja za redko – živi okoli jezera Loch Katrine, kar je bila prvič ugotovljena vrsta na tem območju po 25 letih.
Velik del območja Trossachs je zavarovan z več različnimi ohranitvenimi oznakami.

### Nacionalni naravni rezervat Great Trossachs Forest
Gozd Great Trossachs je projekt, katerega namen je zgraditi 165 km² velik gozd v osrčju Trossachsa, da bi razvili široko paleto habitatov za nevretenčarje, sesalce, ptice in druge divje živali. Od leta 2015 je območje, ki pokriva velik del osrednjega območja Trossachs okoli Loch Katrine in Loch Arklet (vključno z Trossachs Glen), razvrščeno kot narodni naravni rezervat z naslovom Great Trossachs Forest National Nature Reserve. Rezervat velja za 'gozd v nastajanju' in ga skupaj upravljajo Forestry and Land Scotland, RSPB Scotland in Woodland Trust Scotland. Mednarodna zveza za varstvo narave je rezervat uvrstila med zavarovana območja II. kategorije. Namen projekta je ustvariti raznoliko pokrajino, ki zagotavlja habitate vrstam, ki so sicer redke v Veliki Britaniji, vključno s ruševcem, planinskim orlom, ribjim orlom, divjo mačko, kuno zlatico, navadno veverico, vodno voluharico in vidro.

### Druge varstvene oznake
Manjše območje (378 ha) Trossachs je zaradi pomena obstoječega avtohtonega gozda zavarovano kot posebno ohranitveno območje. Trossachs je prav tako opredeljen kot nacionalno slikovito območje, saj je eno od 40 takšnih območij na Škotskem, ki so opredeljena tako, da prepoznajo območja izjemne pokrajine in zagotovijo njihovo zaščito pred neustreznim razvojem. Gozdna območja v lasti Forestry and Land Scotland znotraj Trossachs so del Gozdnega parka kraljice Elizabete, celotno območje pa leži znotraj narodnega parka Loch Lomond in Trossachs.

## Galerija
- Ben Ledi iz Kilmahog
- Loch Achray in[Ben Venue
- Jezero v Trossachsu
- Grafika pogleda na Trossachs Jamesa Fittlerja v Scotia Depicta, objavljena 1804 [21]
- Zgodnji jutranji pogled na Loch Venachar